# Vasilij Ciblijev
Vasilij Vasiljevič Ciblijev (rusky Василий Васильевич Циблиев, * 20. února 1954 Orechovka, Krymská oblast, Ukrajinská SSR, SSSR) je bývalý sovětský (resp. od 1992 ruský kosmonaut, v letech 1987–1998 člen oddílu kosmonautů Střediska přípravy kosmonautů J. A. Gagarina. Podnikl dva kosmické lety, vždy šlo o dlouhodobé pobyty na vesmírné stanici Mir. Celkem strávil ve vesmíru 381 dní, 15 hodin a 53 minut, provedl 6 výstupů do vesmíru, které trvaly celkem 19 hodin a 14 minut. Po odchodu z oddílu kosmonautů zůstal ve Středisku přípravy kosmonautů, v letech 2003–2009 jako jeho náčelník.

## Život
Vasilij Ciblijev pochází z krymské vesnice Orechovka, je ruské národnosti. Roku 1975 absolvoval Charkovskou vojenskou vysokou leteckou školu. Poté sloužil ve východním Německu u 626. stíhací letecké divize. Roku 1980 byl přeložen k 119. stíhací letecké divizi Oděského vojenského okruhu.
Roku 1987 se zúčastnil výběru do oddílu kosmonautů Střediska přípravy kosmonautů J. A. Gagarina (CPK). Dne 26. března 1987 byl Meziresortní komisí doporučen k přípravě a 23. července 1987 se stal členem oddílu kosmonautů CPK. Absolvoval dvouletou všeobecnou kosmickou přípravu, v jejíž závěru mu byla v červenci 1989 přiznána kvalifikace „zkušební kosmonaut“ (космонавт-испытатель).
Začal se připravovat k letům na stanici Mir. V květnu 1991 byl jmenován velitelem záložní posádky kazašské návštěvní expedice (Ciblijev, Lavejkin, Musabajev), po dvou měsících byl sloučen kazašský let s programem AustroMir a posádka rozpuštěna.
Od října 1992 s Jurijem Usačovem tvořil záložní posádku 13. základní expedice na Mir. Po startu 13. expedice v lednu 1993 se dvojice Ciblijev, Usačov začala připravovat na let na Mir jako posádka 14. expedice. Do vesmíru odstartovali z Bajkonuru 1. července 1993 na palubě Sojuzu TM-17. Letěl s nimi též Jean-Pierre Haigneré (program Altaïr). Na stanici vystřídali Gennadije Manakova a Alexandra Poleščuka, se kterými se po třech týdnech na Zem vrátil Haigneré. Dvojice Ciblijev, Usačov pracovala na Miru do ledna 1995, kdy předala Mir členům 15. expedice a 14. ledna přistáli po 196 dnech, 17 hodinách a 45 minutách letu. Během mise kosmonauti podnikli pět výstupů do vesmíru v celkové délce 14 hodin a 15 minut. Současně od června 1993 do března 1994, vzhledem ke kosmickému letu jen formálně, zastával funkci zástupce náčelníka 1. správy (pro přípravu kosmonautů) CPK.
V únoru 1995 se stal na tři roky zástupcem velitele oddílu kosmonautů CPK. O dva měsíce později byl jmenován velitelem záložní posádky 21. základní expedice na Mir, v posádce s ním byli Alexandr Lazutkin a od června John Blaha. Po startu 21. expedice v únoru 1996 se dvojice Ciblijev, Lazutkin s Reinholdem Ewaldem začala připravovat na let na Mir jako posádka 23. expedice.
Současně s přípravou ke kosmickému letu studoval na Moskevské státní univerzitě geodézie a kartografie (Московский государственный университет геодезии и картографии, МИИГАиК), studium dokončil roku 1997.
Trojice Ciblijev, Lazutkin, Ewald se k Miru vydala 10. února 1997 v kosmické lodi Sojuzu TM-25. Evald se po necelých třech týdnech vrátil s ruskými členy předešlé, 22. expedice, zatímco Američan Jerry Linenger zůstal s nováčky na Miru. Jejich let byl mimořádně obtížný a plný potíží. Nehody začaly 23. února požárem, který posádka úspěšně zlikvidovala. V polovině dubna únik (toxické) kapaliny z chladicího zařízení způsobil zvýšení teploty v částech stanice až na 30 °C.
29. dubna Ciblijev s Linengerem vystoupil na povrch stanice, aby sejmuli vzorky vystavené vlivu otevřeného vesmíru, výstup trval 4 hodiny a 59 minut. V květnu 1997 stanici navštívil raketoplán Atlantis (mise STS-84). K nejzávažnější nehodě došlo 25. června 1997, kdy při přeparkovávání nákladní lodi Progress M-34 došlo k její srážce se stanicí. Modul Spektr byl následkem srážky dehermetizován a vyřazen z činnosti. Stanice tím ztratila nejmodernější modul, připojený před dvěma lety a 40 % elektrické energie. Problémy s dodávkou elektřiny přetrvávaly ještě řadu týdnů. V srpnu dorazila nová posádka a 18. srpna 1997 se Ciblijev s Lazutkinem mohli vrátit na Zem. jejich mise trvala 184 dnů, 22 hodin a 8 minut.
Ciblijev odešel z oddílu kosmonautů 19. června 1998, poté co byl jmenován zástupcem náčelníka 1. správy (pro přípravu kosmonautů) Střediska přípravy kosmonautů (CPK) vojenského letectva Ruské federace. V dubnu 2000 povýšil na zástupce náčelníka CPK a v září 2003 se stal náčelníkem CPK. Roku 2003 rovněž získal vědeckou hodnost kandidát technických věd. V čele Střediska přípravy kosmonautů stál do roku 2009, kdy byl tento vojenský útvar zrušen a předal svůj majetek i zaměstnance stejnojmenné nově vzniklé civilní organizaci podřízené Roskosmosu.
Koncem roku 2009 odešel z armády a studoval na Ruské akademii státní služby (Российской академии государственной службы) obor státní a municipální správa.
Vasilij Ciblijev je ženatý, má syna a dceru.